# Canariphantes relictus
Canariphantes relictus é uma espécie do filo Arthropoda, da classe  Arachnida, ordem Aranae, família Linyphiidae e gênero Canariphantes criticamente em perigo de acordo com a a Lista Vermelha de Espécies Ameaçadas da União Internacional Para a Conservação da Natureza e dos Recursos Naturais (IUCN)  .

## Distribuição geográfica
Nativa da Ilha de Açores, em Portugal, é endêmica da Ilha de Santa Maria / Portugal.  É conhecida apenas de um local na Reserva Natural do Pico Alto, o último reduto da floresta nativa em Santa Maria. Tem uma faixa altitudinal entre 400 e 560 m.

## Principais ameaças
O local onde foi encontrada apresenta já um grande grau de perturbação e presença de espécies vegetais exóticas. Apesar de Santa Maria ser a ilha mais antiga dos Açores, esta trata-se da primeira aranha exclusiva da ilha a ser descoberta e o seu nome refere a importância evolutiva do pequeno pedaço de floresta onde foi encontrado, que alberga uma enorme biodiversidade a nível dos endemismos açoreanos, e a necessidade de o proteger.
No passado, a espécie provavelmente diminuiu fortemente devido a mudanças no tamanho e qualidade do habitat . Atualmente, o rápido avanço e expansão de espécies de plantas invasoras é a maior ameaça, particularmente Hedychium gardnerianum, mas também Pittosporum undulatum, que estão alterando a estrutura da floresta e a cobertura de briófitas e samambaias no solo, o que afetará a qualidade do habitat da espécies. Uma vez que os espécimes conhecidos foram capturados numa área marginal dominada por Cryptomeria japonica, Pittosporum undulatum e Acacia spp., o tipo de gestão das plantações de Cryptomeria japonica em torno do principal núcleo de floresta nativa do Pico Alto (S. Maria) será crítico para a manutenção a longo prazo desta espécie rara. Como existem planos para futura remoção de antigas plantações de Cryptomeria japonica, o habitat atual da espécie está ameaçado. Com base em Ferreira et al. (2016) o habitat irá diminuir ainda mais como consequência das mudanças climáticas (aumento do número de secas e mudança e alteração do habitat) .

## Habitat e ecologia
Como um animal terrestre, pode ter o ciclo de vida completo por até 1 ano. Os machos chegam a ter até 2,3 mm de comprimento, enquanto as fêmeas pode ter 4,6 mm.
Vive em florestas e vegetações pioneiras. Tal como as suas congéneres do arquipélago, esta aranha elabora a sua teia em manto ao nível do solo.

## Conservação da espécie
A espécie não está protegida por lei regional, no entanto, o seu habitat encontra-se numa área regionalmente protegida (Parque Natural de S. Maria). Apesar disso, a Reserva Florestal do Pico Alto apresenta um nível de proteção intermédio (atualmente classificada na categoria III) pelo que se recomenda vivamente a futura passagem para a categoria I, uma área selvagem gerida principalmente para proteção da natureza selvagem, de modo a que as suas características naturais possam ser devidamente salvaguardadas . Áreas degradadas devido a espécies de plantas invasoras devem ser restauradas e uma estratégia precisa ser desenvolvida para enfrentar a ameaça atual por espécies invasoras e a futura ameaça de mudança climática. Também deve haver um gerenciamento cuidadoso das áreas de plantações exóticas de Cryptomeria japonica ao redor da mancha de floresta nativa do Pico Alto. Educação formal e conscientização são necessárias para permitir futuros investimentos em habitats restaurados invadidos por plantas invasoras; enquanto mais pesquisas são necessárias em sua ecologia e história de vida, a fim de encontrar espécimes adicionais em outras áreas de floresta em S. Maria e obter informações adequadas sobre tamanho, distribuição e tendências populacionais. Um plano de manejo baseado em área também é necessário para os locais mais perturbados, incluindo o monitoramento de invertebrados para contribuir para um plano de recuperação potencial da espécie .